# 絜鉤
絜钩( xié gòu ) 是古代传说中的一种鸟，样子像鸟,却长着老鼠的尾巴,善攀登树木。它出现的地方,那里便灾疫连绵,万民悲戚。

## 原文
《东次二经》有鸟焉，其状如凫而鼠尾，善登木，其名曰絜(xié)钩(gōu)，见则其国多疫。

## 参看
- 中国妖怪列表